# R. Daneel Olivaw
R. Daneel Olivaw egy humanoid robot az Alapítvány–Birodalom–Robot regényciklusban, amit Isaac Asimov alkotott meg. A nevében az „R” betű jelentése az, hogy robot.
Daneel megjelenik az Acélbarlangokban, A Mezítelen napban, A Hajnal bolygó robotjaiban, a Robotok és Birodalomban, Az Alapítvány előttben az Előjáték az Alapítványban és az Alapítvány és Földben. A Második Alapítvány-trilógiában az Előjáték az Alapítványhoz után Daneel a háttérben álló manipulátor, aki jobbára az emberek és az emberiség érdekében igyekszik cselekedni, bár ezt a feladatot bonyolultsága miatt nem könnyű hibák nélkül megoldani.

## Életrajz
Daneel-t Roj Nemennuh Sarton és Han Fastolfe építette az Aurora bolygón időszámítás szerint 5020-ban (a magyar változat szerint). Daneel az első humanoid robot, akit külsőleg egyáltalán nem lehet megkülönböztetni egy embertől. Ezért tudott segíteni Elijah Baley földi nyomozónak az alkotója, Dr. Sarton gyilkosának megtalálásában. Daneelnek széles arccsontja és rövid vörös haja volt, de később ezen többször is változtatott. A robotok többségével szemben Daneel ruhát hord, akárcsak az emberek, de rá is vonatkozik a robotika három törvénye, tehát emberi lényben nem tehet kárt. Az Acélbarlangokban Daneel cerebronanalízist végez egy emberen. Ez azt jelenti, hogy le tudja tapogatni az emberek agyának elektromos jeleit. (A cerebronanalízis nem azonos az EEG-vel és a valóságban nem létezik.)
Daneel és Baley együtt dolgozott egy „űrlakó”, a Daneelhez hasonló robot Jander Panell „meggyilkolásának” ügyén az Aurora nevű bolygón. Az Aurorán Daneel találkozik R. Giskard Reventlovval és annak kivételes mentális erejével. A robot-pszichológia történetét tanulmányozva Daneel kifejlesztette a robotika Nulladik Törvényét, ami így hangzik:
A robotnak nem szabad kárt okoznia az emberiségben, vagy tétlenül tűrnie, hogy az emberiség bármilyen kárt szenvedjen.
Az eredeti törvényeket pedig kiegészítette a Nulladik Törvény megszegésének a tilalmával.
Mikor Giskard pozitronagya alkalmazni akarta a Nulladik Törvényt, az elméje helyrehozhatatlan károsodást szenvedett, mert az emberiség érdekében kárt tett egy emberi lényben. Daneel körülbelül húszezer évig működött, és önmagán károsodás nélkül sikerült alkalmaznia a Nulladik Törvényt. Még Giskard pusztulása előtt Daneel és Giskard között felvetődött a pszichohistória gondolata, vagy más néven a humanika törvényei, amit sok évvel később Hari Seldon valósított meg.
Néhány évezreddel Giskard pusztulása után Daneel és robot szövetségesei elkezdték manipulálni az egész galaxist. Így hozták létre a Galaktikus Birodalmat és Gaia-t. Daneel, mint IV. Stannell és I. Cleon császár első minisztere (mint Eto Demerzel), saját elképzelései alapján alakíthatta a galaxis sorsát. Mikor Hari Seldon a Trantorra érkezett, Daneel az újságíró Chetter Hummin (ez egy szójáték: Hummin, vagyis Humán, azaz ember) szerepében meggyőzte Seldont arról, hogy a Galaktikus Birodalom haldoklik, és csak a működő pszichohistória mentheti meg. Később ő mutatta be neki a szintén robot (R.) Dors Venabilit, aki Seldon barátja, majd felesége lett. Az epilógusból kiderül, hogy Demerzel képében ott volt Seldon temetésén is.
Daneel megjelenik az Alapítvány és Földben, amikor Golan Trevize és Janov Pelorat megtalálja a radioaktívvá vált (tett) Földet.
Az Alapítvány és Föld végén Daneel pontosan 19 230 éves volt.